# Capco
Capco, firmierend als The Capital Markets Company N.V., ist eine weltweit tätige Management- und Technologieberatung für die Finanzdienstleistungsbranche. Die mehr als 6.000 Fachleute von Capco bieten Beratungsexpertise und Services für komplexe Technologietransformation und Managed Services an. Capco konzentriert sich darauf, Unternehmen bei der Innovation und Umsatzsteigerung, dem Management von Risiken und regulatorischen Änderungen sowie der Kostensenkung und -kontrolle zu unterstützen. Das Unternehmen hat 32 Niederlassungen in Europa, Nord- und Südamerika sowie Asien.
Im März 2020 erwarb Capco die in Deutschland ansässige Digitalstrategieagentur Creative Construction.
Am 4. März 2021 gab Wipro die Übernahme von Capco für 1,45 Milliarden US-Dollar bekannt, die am 29. April abgeschlossen wurde.

## Geschichte
Der belgische Unternehmer Rob Heyvaert gründete Capco 1998 als The Capital Markets Company N.V. mit Büros in Antwerpen, London, New York und Frankfurt. 2010 erwarb Fidelity National Information Services (FIS), ein Anbieter von Bank- und Zahlungstechnologie, die Firma Capco. Der Gründer Rob Heyvaert verließ 2015 Capco. Sein Nachfolger als CEO wurde Lance Levy. FIS verkaufte 2017 die Mehrheit von Capco an Clayton, Dubilier & Rice, eine Private-Equity-Gesellschaft mit Sitz in New York. FIS behielt weiterhin eine Minderheitsbeteiligung von 40 % der Anteile an der Gesellschaft. Im März 2021 wurde Capco von Wipro für 1,45 Milliarden US-Dollar gekauft.
Die Standorte in den deutschsprachigen Ländern befinden sich in Berlin, Düsseldorf, Frankfurt am Main, München, Wien und Zürich.

## Produkte und Dienstleistungen
Das Unternehmen bietet Dienstleistungen mit Fokus auf den Bereichen Bankwesen, Zahlungsverkehr, Kapitalmärkte, Vermögensmanagement, Versicherungen sowie Finanzen, Risiko und Compliance an. In den USA gibt es zudem eine Sparte, die Kunden im Energiesektor betreut. Der globale Hauptsitz von Capco befindet sich in London. Das Unternehmen verfügt über 32 Niederlassungen an führenden Finanzzentren in Nord- und Südamerika, Europa und Asien.